# Straż Pożarna w Hajnówce

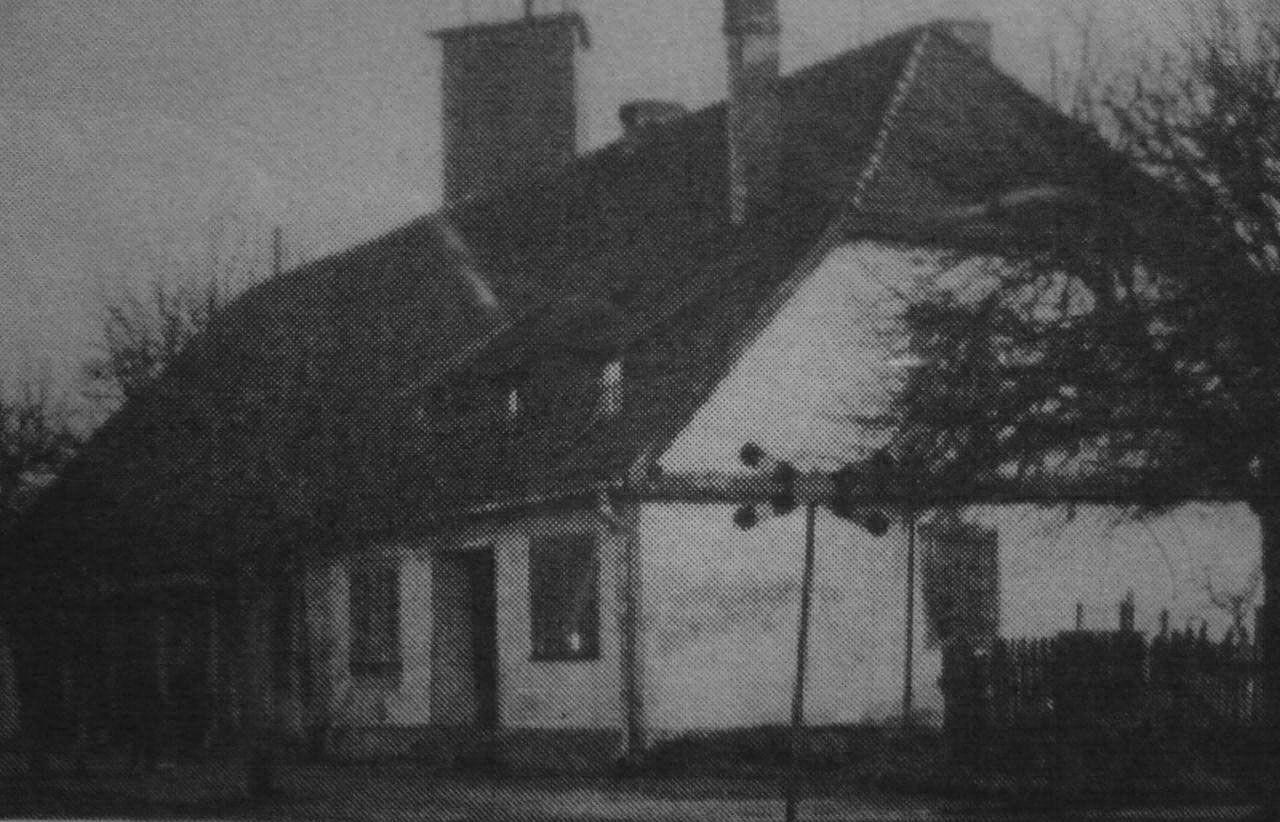
Remiza straży pożarnej Tartaku Państwowego (lata 60. XX w.)

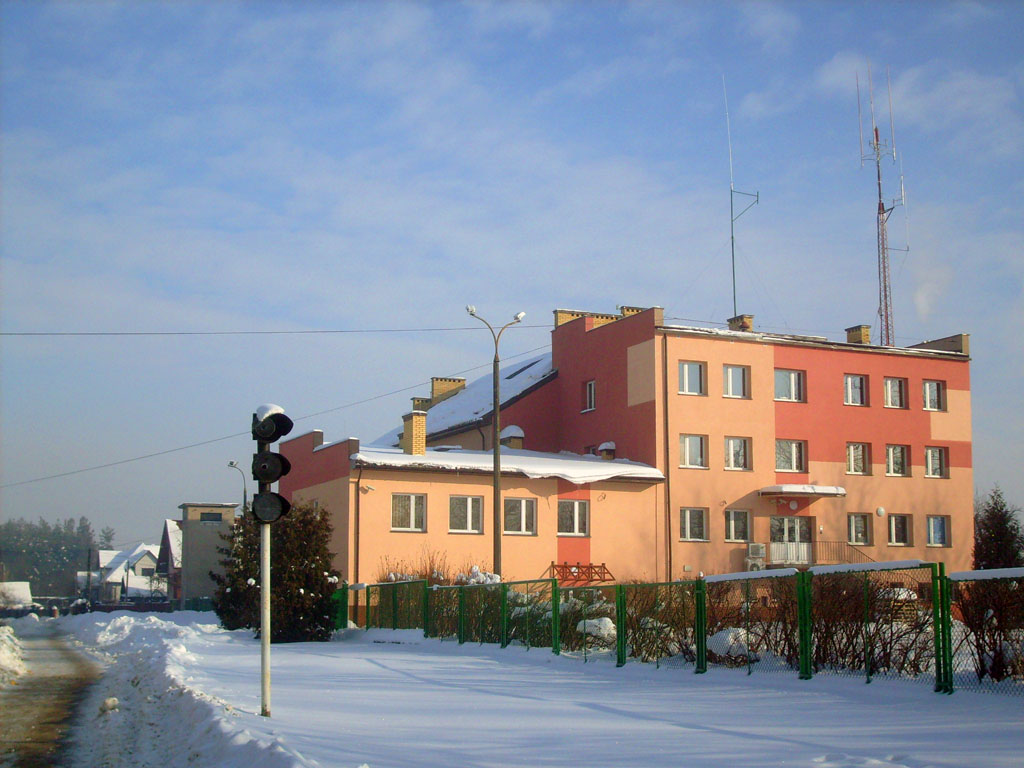

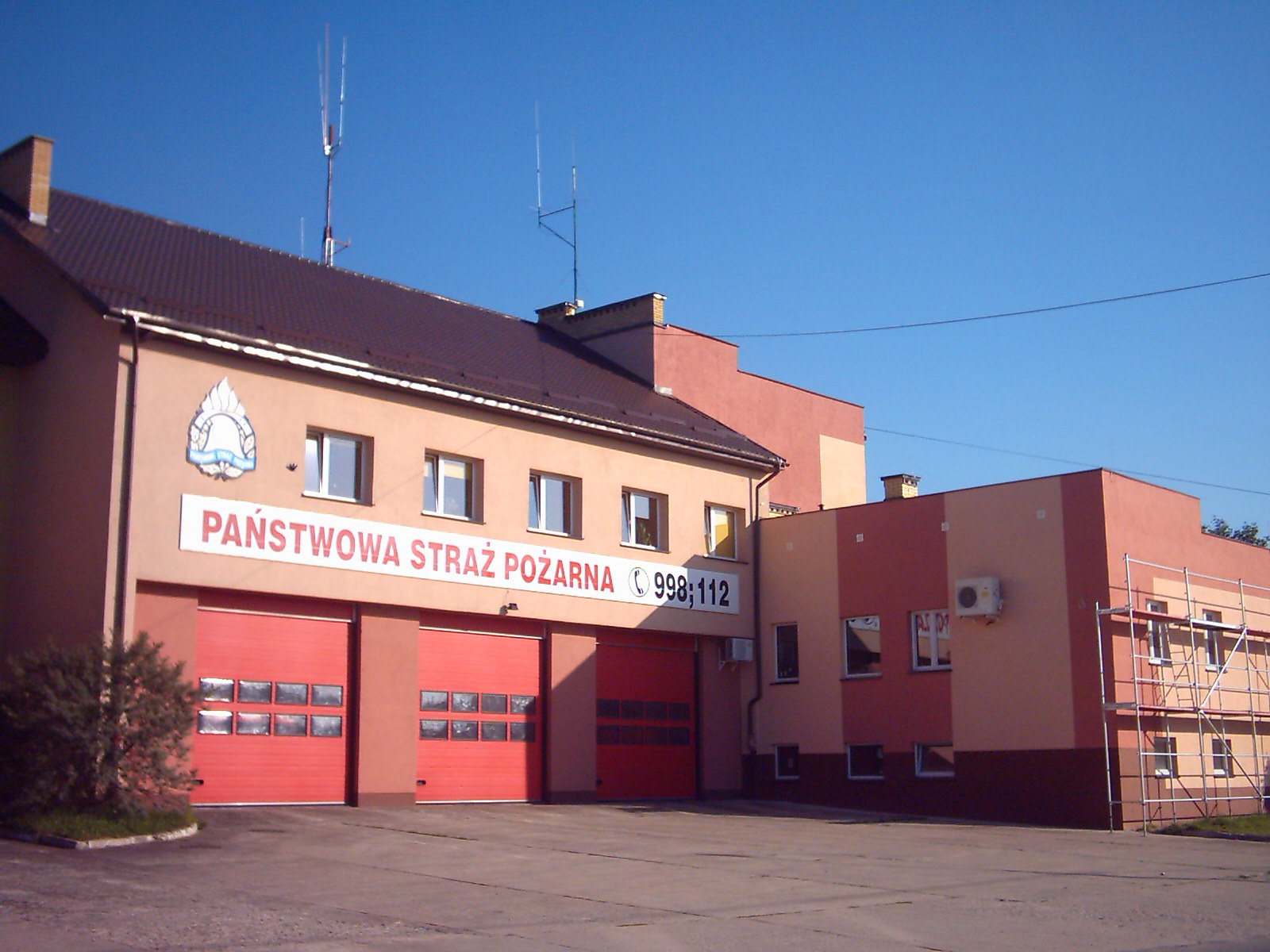
Remiza Państwowej Straży Pożarnej w Hajnówce

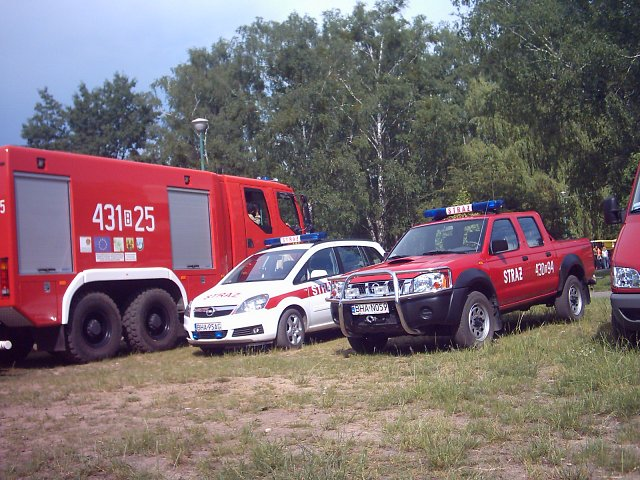
Festyn strażacki – Hajnówka 2007 r.

## Okoliczności powstania
Wprowadzenie po I wojnie światowej do Hajnówki nowych dziedzin przemysłu spowodowało wzrost zagrożenia pożarowego, czego skutkiem był w 1924 r. duży pożar zabudowań w sąsiedztwie hajnowskiego tartaku. Wtedy podjęto decyzję o utworzeniu straży pożarnych.

## Okres międzywojenny
- 1925 r. Powstają przyzakładowe oddziały straży w Fabryce Chemicznej, Tartaku, Terebenthen i ZKL.
- 1927 r. Oddziały posiadają wspólne dowództwo, powstało Stowarzyszenie Ochotniczych Zjednoczonych Straży Pożarnych Fabrycznych. Prezesem był dyrektor Fabryki Chemicznej, zastępcą dyrektor Tartaku

Komendanci w latach 1927-39
- Teodor Merzlak Kostecki (1927-29)
- Józef Gerhard Bosche (1930-37)
- Edward Szwed (1938-39)

Komendanci straży w Fabryce Chemicznej
- Teodor Merzlak Kostecki (1925-27)
- Andrzej Malinowski (1928-39)

Sprzęt strażacki Fabryki Chemicznej to:
pompa ręczna na wozie konnym, sikawka ręczna, trzy beczkowozy, drabiny, wiadra, bosaki, toporki i dwie pary koni.
Oddział liczył 36 osób w tym 3 oficerów i 4 podoficerów pożarnictwa.
Zakłady utrzymując zakładowe oddziały straży opłacały mniejszy o 25% podatek ubezpieczeniowy.
Sprzęt oddziału w Tartaku Państwowym to: sikawki ręczne Trębockiego i firmy Triumpf, bosaki, drabiny, liny, motopompa kołowa firmy Knous. Do pożarów wykorzystywano też przypadkowo jadące furmanki. Straż posiadała orkiestrę.
- 1934 r. Oddział otrzymał samochód strażacki Biude.

W Zarządzie Kolei Leśnych oddział straży powstał w 1926 r.
Sprzęt: lokomotywa w ciągłym pogotowiu, pięć wagonów ocieplanych ze zbiornikami na wodę, motopompa na krytym wagonie. Zakład posiadał drewnianą, trzypiętrową wieżę ćwiczebną.
- 1933 r. Przy ZKL powstaje żeńska drużyna samarytańsko-pożarnicza. Udzielająca pomocy rannym i ewakuująca ludność i zwierzęta podczas pożaru.
- 1927 r. Powstaje Ochotnicza Straż Pożarna Miejska licząca 17 strażaków.

Wyposażenie: dwie pompy ręczne, drabiny szczeblówkę i hakówkę, dwie drabiny przystawne, cztery konne beczkowozy, liny.
Prezesem był aptekarz Nużyński.
- 1935 r. Przy OSP powstaje Ochotniczy Dziewczęcy Oddział Samarytański.

Komendanci OSP (1927-39)
- Władysław Chraboł
- Antoni Aksentowicz

Młodzieżowy oddział OSP istniał także przy Państwowej Szkole Przemysłu Drzewnego. Komendantem był nauczyciel Feliks Krakowiecki.

## Okres władzy radzieckiej
- 1939–1941 W zakładach produkcyjnych powstają zakładowe oddziały straży wyposażone w wozy konne.

## Okupacja niemiecka
- 1941–1944 r. We wszystkich zakładach Hajnówki Niemcy utworzyli zawodową straż pożarną. Składała się ona z byłych strażaków i robotników wytypowanych przez kierowników. Straż zgodnie z tradycjami i prawem niemieckim wcielono do policji ochronnej. Przy straży istniała orkiestra dęta. Komendantem straży miejskiej był Stefan Kamiński. Niemcy zarządzili budowę wieży obserwacyjnej. W latach pięćdziesiątych XX w. wieżę tę rozebrano.

## Polska Rzeczpospolita Ludowa
- 1953 r. przywrócono Związek Ochotniczych Straży Pożarnych, rozbudowano remizę, zainstalowano syrenę. Zgłosiło się wówczas 15 ochotników.

Naczelnicy Miejskiej Ochotniczej Straży Pożarnej (1945-1972)
- Stefan Kamiński (1945-50)
- Marian Zalejski (1950-55)
- Aleksander Gagan(1955-67)
- Jerzy Sakowski (1967-68)
- Jan Sochacki (1968-69)
- Witaliusz Gryc (1970-71)
- Włodzimierz Kowalski (1972)

- 1954 r. Powstała w Hajnówce Komenda Powiatowa Straży Pożarnych. Powstało wtedy biuro, świetlica i dyżurka dla kierowców. Przy komendzie funkcjonował tzw. posterunek zawodowy. Komendzie podlegały Zakładowe straże w Hajnowskim Przedsiębiorstwie Suchej Destylacji Drewna, Hajnowskim Przedsiębiorstwie Przemysłu Drzewnego, Oddziale Kolejek Leśnych oraz jednostki Ochotniczych Straży Pożarnych.
- 1955 r. Hajnowski tartak (HPPD) posiada zawodową i ochotniczą straż pożarną. Wyposażenie: dwie motopompy, samochód "Zis" i przerobiony "Star", typowy samochód zakład otrzymał w 1971 r. W 1979 r. urządzono strażnicę na terenie zakładu. Oddział liczył 7 strażaków zawodowych i 29 ochotników.

Komendanci straży HPPD (1945-93)
- Michał Szpala (1945-60)
- Walenty Simonienko (1960-63)
- Tadeusz Więsak (1963-930
- Waldemar Długosz (1993)

- 1956 r. W Fabryce Chemicznej (ZSDD} powstaje zawodowa straż pożarna.

Sprzęt: dwa wozy bojowe, działko z pianą, samochód gaśniczy pianowy, motopompy, sikawki, gaśnice oraz system alarmowy w zakładzie.
Komendanci straży przy ZSDD (1945-1976)
- Zdzisław Maglewski (1945-50)
- Józef Włodarczyk (1950-55)
- Władysław Michalak (1956-57}
- Tomasz Burak (1957-62)
- Jan Mazuruk (1963-70)
- Anatol Weremiuk (1970-72)
- Stanisław Puszcz (1972-75)
- Eugeniusz Piotrowicz (1975-76)
- Jerzy Saczko (1976)

- 1960 r. Do istniejących budynków dobudowano budynki magazynowe i garażowe.
- 1968 r. powstała przy Komendzie Powiatowej Zawodowa Straż Pożarna. Przebudowano wtedy pomieszczenia socjalne, wybudowano boksy garażowe, kanał do remontu pojazdów, magazyn.Oddział otrzymał samochód "Star 21" z motopompą.
- 1973–1975 r. Dobudowano garaż (bez ogrzewania), w którym garażowany był podnośnik hydrauliczny oraz samochód operacyjny.
- 1983 r. nad Hajnówką przeszły huraganowe wiatry, przynosząc ogromne straty. Zniszczeniu uległa też hajnowska Strażnica Straży Pożarnej. W związku z tym zapadła wówczas decyzja o budowie nowej Komendy.

## III Rzeczpospolita
- 1989 r. Zawodowa Straż Pożarna w Hajnówce otrzymała sztandar ufundowany przez społeczeństwo ziemi hajnowskiej.

- 1996 r. Zostaje utworzona druga jednostka podległa tutejszej komendzie JRG Czeremcha Osada.

 Komendanci Komendy Powiatowej (1954-2009)
- Alfred Pełszyński (1954-70)
- Mikołaj Jakoniuk (1971-72)
- Eugeniusz Piotrowicz (1972-85)
- Wiktor Snitkowski (1985-88)
- Leon Kuprianowicz (1988-91)
- st. bryg. mgr inż. Jarosław Trochimczyk (od 1991 r.)

## Jednostki Ochotniczej Straży Pożarnej w Powiecie Hajnowskim.
Według daty powstania
- OSP Dubicze Cerkiewne (1919 r.)
- OSP Narew (1924)
- OSP Kleszczele (1925 r.)